# Boreophilia venti
Boreophilia venti är en skalbaggsart som först beskrevs av Lohse in Lohse, Klimaszewski och Ales Smetana 1990.  Boreophilia venti ingår i släktet Boreophilia och familjen kortvingar. Inga underarter finns listade i Catalogue of Life.